# Kostel svatého Jakuba Staršího (Staňkov II)
Kostel svatého Jakuba Staršího ve Staňkově byla původně gotická stavba, která prošla několika přestavbami. Je farním kostelem místní farnosti chráněným jako kulturní památka České republiky.

## Historie
Kostel i fara ve Staňkově jsou doloženy v písemných pramenech již roku 1271. Ve druhé polovině 17. století byl upraven presbytář kostela, úpravy věže proběhly roku 1673, kdy byla zvonice osazená čtyřmi zvony (dva z nich byly v roce 1916 zrekvírovány pro válečné účely). Od roku 1738 probíhala rozsáhlá barokní úprava hlavní lodi, během níž byla prodloužena. Roku 1751 bylo přistavěno hodinové patro věže. Do roku 1784 se kolem kostela rozkládal hřbitov, který byl nařízením Josefa II. zrušen. Kolem kostela stála ohradní zeď, která byla zbořena v roce 1833. Další rekonstrukce kostela proběhly v roce 1909, mezi roky 1987–1991 a v letech 2012–2017.

## Popis

### Exteriér

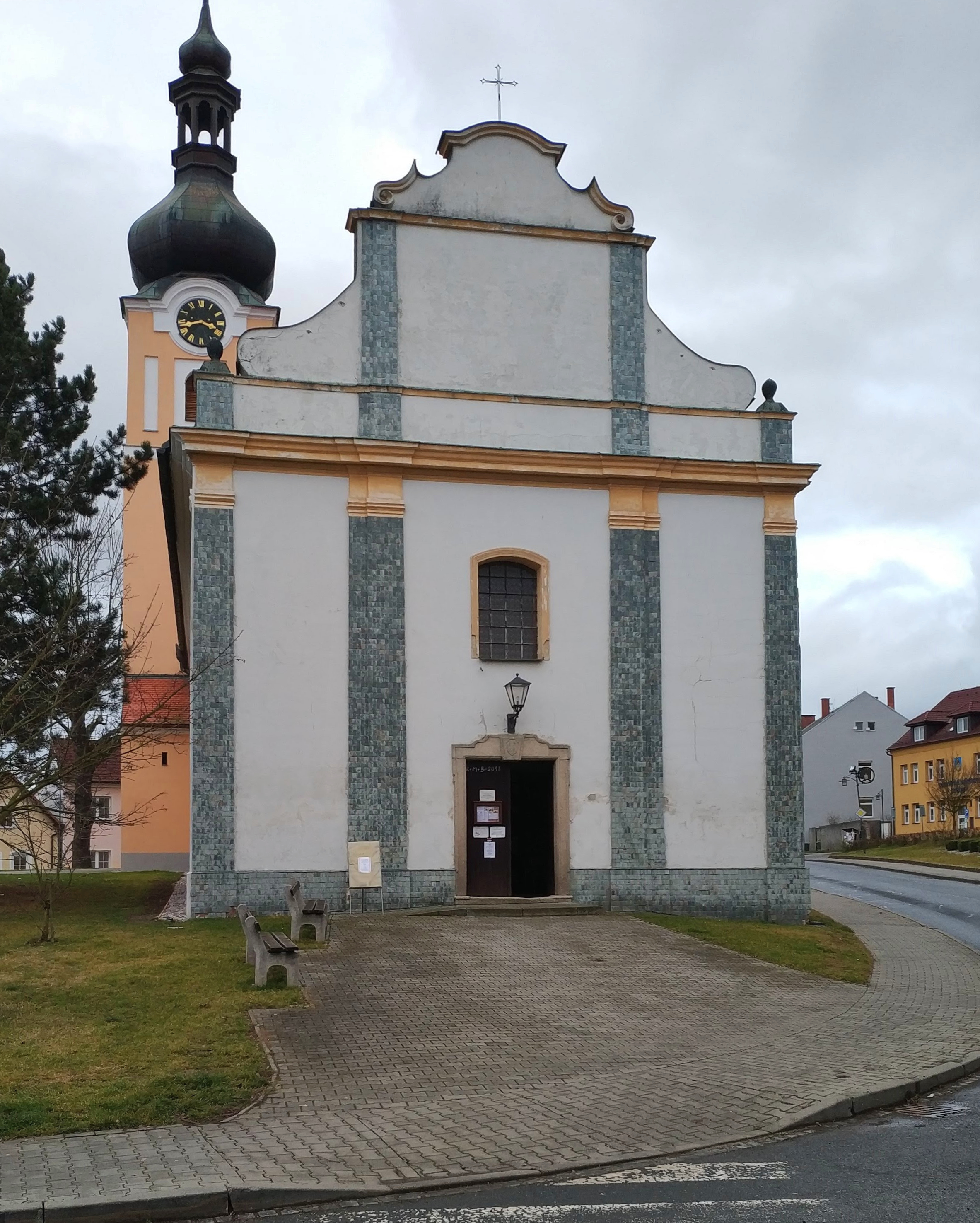
Západní průčelí kostela

Jedná se o jednolodní stavbu na půdorysu obdélníka s užším, mírně odsazeným pětiboce uzavřeným presbytářem, k jehož severní straně přiléhá kvadratická hodinová věž se sakristií v přízemí a zvonovou stolicí v pátém patře. Střecha lodi i presbytáře je sedlová, jen nad závěrem s valbami, vrchol věže je zakryt cibulovitou bání s lucernou završenou makovicí s křížem. Střecha báně je oplechovaná, ostatní střechy jsou kryté bobrovkami. První patro věže je přístupné schodištěm v pravoúhlém přístavku.  Fasády lodi jsou členěné pilastry, na západě svazkovými, na které dosedá profilovaná korunní římsa. Hlavní západní průčelí je završené štítem s volutovými křídly a štítovým nástavcem zakončeným zvlněnou rozeklanou římsou. Hlavní portál je žulový s kamenným ostění, které je završeno klenákem s letopočtem 1738. Nad portálem je obdélné okno se segmentovým záklenkem, v bocích průčelí a ve štítu jsou mělké niky. Loď je osvětlená kasulovými okny se štukovými šambránami, kněžiště má okna hrotitá s ostěním zakončeným trojlistem.
Věž přístupná portálem v severní stěně má fasády hladké, nečleněné, pouze ve východní stěně jsou úzká střílnová okna. Zvonové patro s vpadlými poli a obdélnými okny půlkruhovými záklenky je korunováno profilovanou římsou, která je v osách vzedmutá nad ciferníky hodin.

### Interiér
Plochostropý interiér kostela má fasády v lodi rytmicky členěné svazkovými pilastry s kompozitními hlavicemi nesoucími průběžnou římsu. V západní části je vložená nepodklenutá varhanní kruchta nesená dvěma pilíři, jejíž bohatě zvlněná poprseň předstupuje do prostoru. Presbytář, jedna z nejstarších dochovaných částí kostela, je zaklenut dvěma klenebními poli s křížovou a paprskovou klenbou s klínovými, mírně vyžlabenými žebry, která vybíhají z konzol a sbíhají se v kruhových reliéfních svornících. Ještě v roce 2001 byl nad lodí i presbytářem dochovaný gotický krov.
Strop lodi zdobí nástropní fresková výmalba, raně barokní dřevěný oltář portálového typu z roku 1685 nese vyobrazení svatého Jakuba od malíře Martina Strejce z Horšovkého Týna. Raně barokní byly i boční oltáře svatého Šebestiána a Jana Nepomuckého (původně zasvěcen Panně Marii) z druhé poloviny 17. století a podobně i kazatelna upravovaná v 19. století. V roce 1914 získal kostel nový Mariánský oltář nogoticky formovaný, Křížová cesta na stěnách hlavní lodi byla pořízená v roce 1930, původní skleněný lustr z roku 1849 byl nahrazen elektrickým repasovaným.